# Seleção Somali de Futebol
A Seleção Somali de Futebol representa a Somália nas competições de futebol da FIFA. Ela é filiada à FIFA, à CAF, à UAFA e à CECAFA. 
Seu apelido é The Ocean Stars (As estrelas do oceano). Nunca conseguiu se classificar para a Copa do Mundo ou para alguma edição da Copa Africana de Nações, tendo participado apenas da Copa CECAFA, tendo ficado por 4 vezes na quinta posição - uma delas, quando foi sede do torneio, em 1977.
Esteve próxima de se classificar para a segunda fase das Eliminatórias Africanas para a Copa de 1982, quando empatou sem gols com Níger na primeira partida, mas amargou a eliminação em decorrência da regra do gol fora de casa, que favoreceu os Mena (o jogo terminou em 1 a 1).

## Desempenho em Competições

### Copa do Mundo
- 1930 a 1978 – Não entrou
- 1982 – Não se classificou
- 1986 a 1998 – Não entrou
- 2002 a 2022 – Não se classificou

### Campeonato Africano das Nações
- 1957 a 1972 – Não entrou
- 1974 – Não se classificou
- 1976 – Não entrou
- 1978 – Não se classificou
- 1980 a 1982 – Não entrou
- 1984 a 2010 – Não se classificou
- 2012 a 2021 – Não entrou

## Lista de Técnicos
| Nome             | Nacionalidade | Período                       | Partidas | Vitórias | Empates | Derrotas | Eficiência % |
| ---------------- | ------------- | ----------------------------- | -------- | -------- | ------- | -------- | ------------ |
| Hussein Abdullah | Somália       | Maio 1999 – Dezembro 2000     | 8        | 0        | 1       | 7        | 6.3%         |
| Ali Said Gouled  | Somália       | Novembro 2001 – Dezembro 2002 | 7        | 1        | 2       | 4        | 28.6%        |
| Ali Abdi Farah   | Somália       | Outubro 2003 – Dezembro 2005  | 9        | 1        | 0       | 8        | 11.1%        |
| Hussein Abdullah | Somália       | Outubro 2006 – Dezembro 2007  | 4        | 0        | 0       | 4        | 0%           |
| Ali Abdi Farah   | Somália       | Novembro 2008 – Dezembro 2009 | 8        | 2        | 0       | 6        | 25%          |
| Mohamed Farayare | Somália       | Janeiro 2010 – Março 2010     | 2        | 1        | 0       | 1        | 50%          |
| Yusuf Adan Omar  | Catar         | Outubro 2010 – Dezembro 2010  | 3        | 0        | 0       | 3        | 0%           |
| Alfred Imonje    | Quénia        | Outubro 2011 – Dezembro 2011  | 5        | 0        | 1       | 4        | 10%          |
| Sam Ssimbwa      | Uganda        | –                             |          |          |         |          |              |